# Curling vid olympiska vinterspelen 1998
Curling vid olympiska vinterspelen 1998 arrangerades mellan den 9 och 15 februari 1998 i Kazakoshi Park Arena i Karuizawa.

## Medaljörer
| Spel               | Guld                                                                                 | Silver                                                                            | Brons                                                                                          |
| Damer Detaljer...  | Kanada Sandra Schmirler Jan Betker Joan McCusker Marcia Gudereit Atina Ford          | Danmark Helena Blach Lavrsen Margit Pörtner Dorthe Holm Trine Qvist Jane Bidstrup | Sverige Elisabet Gustafson Katarina Nyberg Louise Marmont Elisabeth Persson Margaretha Lindahl |
| Herrar Detaljer... | Schweiz Patrick Hürlimann Patrik Lörtscher Daniel Müller Diego Perren Dominic Andres | Kanada Mike Harris Richard Hart Collin Mitchell George Karrys Paul Savage         | Norge Eigil Ramsfjell Jan Thoresen Stig-Arne Gunnestad Tore Torvbråten Anthon Grimsmo          |

## Lag

### Herrar
| Kanada | Tyskland | Storbritannien | Japan |
| --- | --- | --- | --- |
| Skip: Mike Harris Tredje: Richard Hart Andra: Collin Mitchell Första: George Karrys Alternat: Paul Savage                               | CC Füssen Skip: Andy Kapp Tredje: Uli Kapp Andra: Michael Schäffer Första: Holger Höhne Alternat: Oliver Axnick           | Skip: Douglas Dryburgh Tredje: Peter Wilson Andra: Phil Wilson Första: Ronnie Napier Alternat: James Dryburgh                             | Skip: Makoto Tsuruga Tredje: Hiroshi Satoh Andra: Yoshiyuki Ohmiya Första: Hirofumi Kudoh Alternat: Hisaki Nakamine |
| Norge | Sverige | Schweiz | USA |
| Snaøren CC, Oslo Skip: Eigil Ramsfjell Tredje: Jan Thoresen Andra: Stig-Arne Gunnestad Första: Anthon Grimsmo Alternat: Tore Torvbråten | Östersunds CK Skip: Peja Lindholm Tredje: Tomas Nordin Andra: Magnus Swartling Första: Peter Narup Alternat: Marcus Feldt | Lausanne-Olympique CC Skip: Patrick Hürlimann Tredje: Patrik Lörtscher Andra: Daniel Müller Första: Diego Perren Alternat: Dominic Andres | Skip: Tim Somerville Tredje: Mike Peplinski Andra: Myles Brundidge Första: John Gordon Alternat: Tim Solin          |

## Damer
| Nation         | Skip                 | Tredje          | Andra           | Första            | Alternat           |
| -------------- | -------------------- | --------------- | --------------- | ----------------- | ------------------ |
| Kanada         | Sandra Schmirler     | Jan Betker      | Joan McCusker   | Marcia Gudereit   | Atina Ford         |
| Danmark        | Helena Blach Lavrsen | Margit Pörtner  | Dorthe Holm     | Trine Qvist       | Jane Bidstrup      |
| Tyskland       | Andrea Schöpp        | Monika Wagner   | Natalie Nessler | Heike Wieländer   | Carine Meidele     |
| Storbritannien | Kirsty Hay           | Edith Loudon    | Jackie Lockhart | Katie Loudon      | Felsie Bayne       |
| Japan          | Mayumi Ohkutsu       | Akiko Katoh     | Yukari Kondo    | Yoko Mimura       | Akemi Niwa         |
| Norge          | Dordi Nordby         | Marianne Haslum | Kristin Løvseth | Hanne Woods       | Grethe Wolan       |
| Sverige        | Elisabet Gustafson   | Katarina Nyberg | Louise Marmont  | Elisabeth Persson | Margaretha Lindahl |
| USA            | Lisa Schoeneberg     | Erika Brown     | Debbie Henry    | Lori Mountford    | Stacy Liapis       |